# Carex vesca
Espèce
Classification phylogénétique
Carex vesca est une espèce de plantes du genre Carex et de la famille des Cyperaceae.